# Park Sanssouci

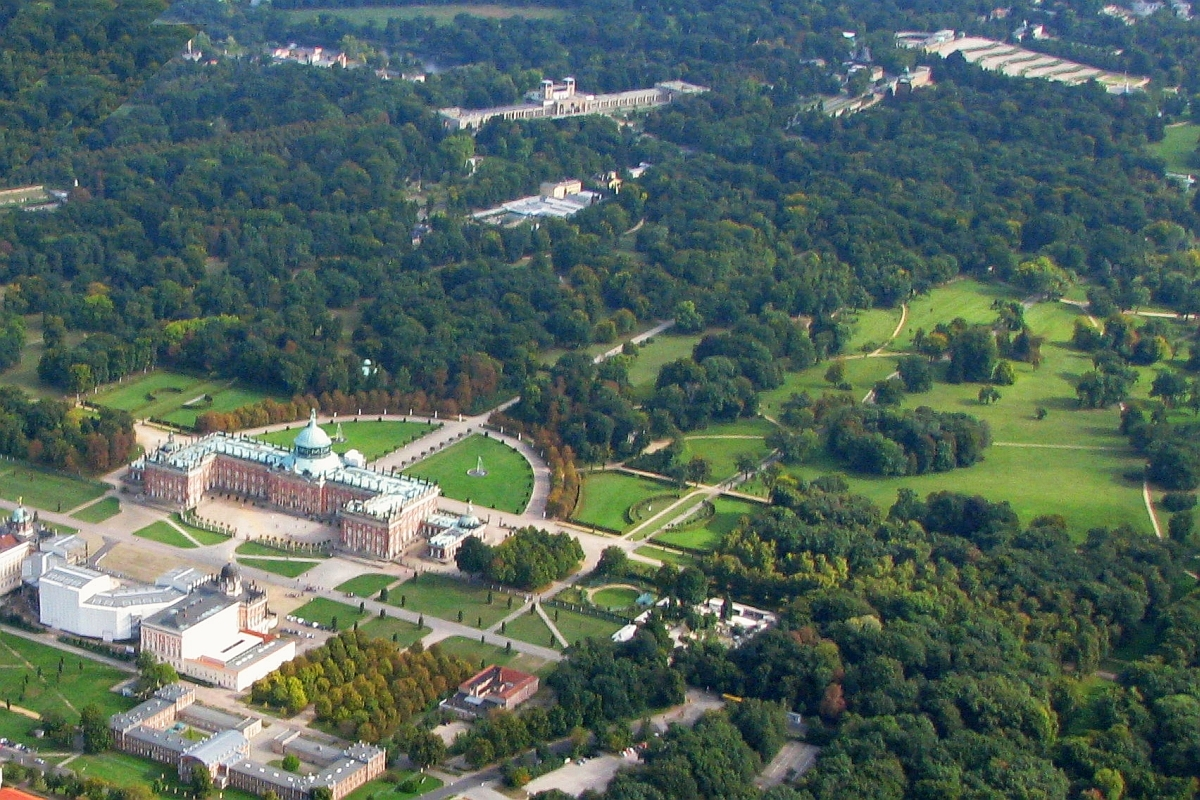
Letecký snímek parku
Vlevo vpředu (západ) zámek Neues Palais a vpravo v pozadí (východ) zámek Sanssouci

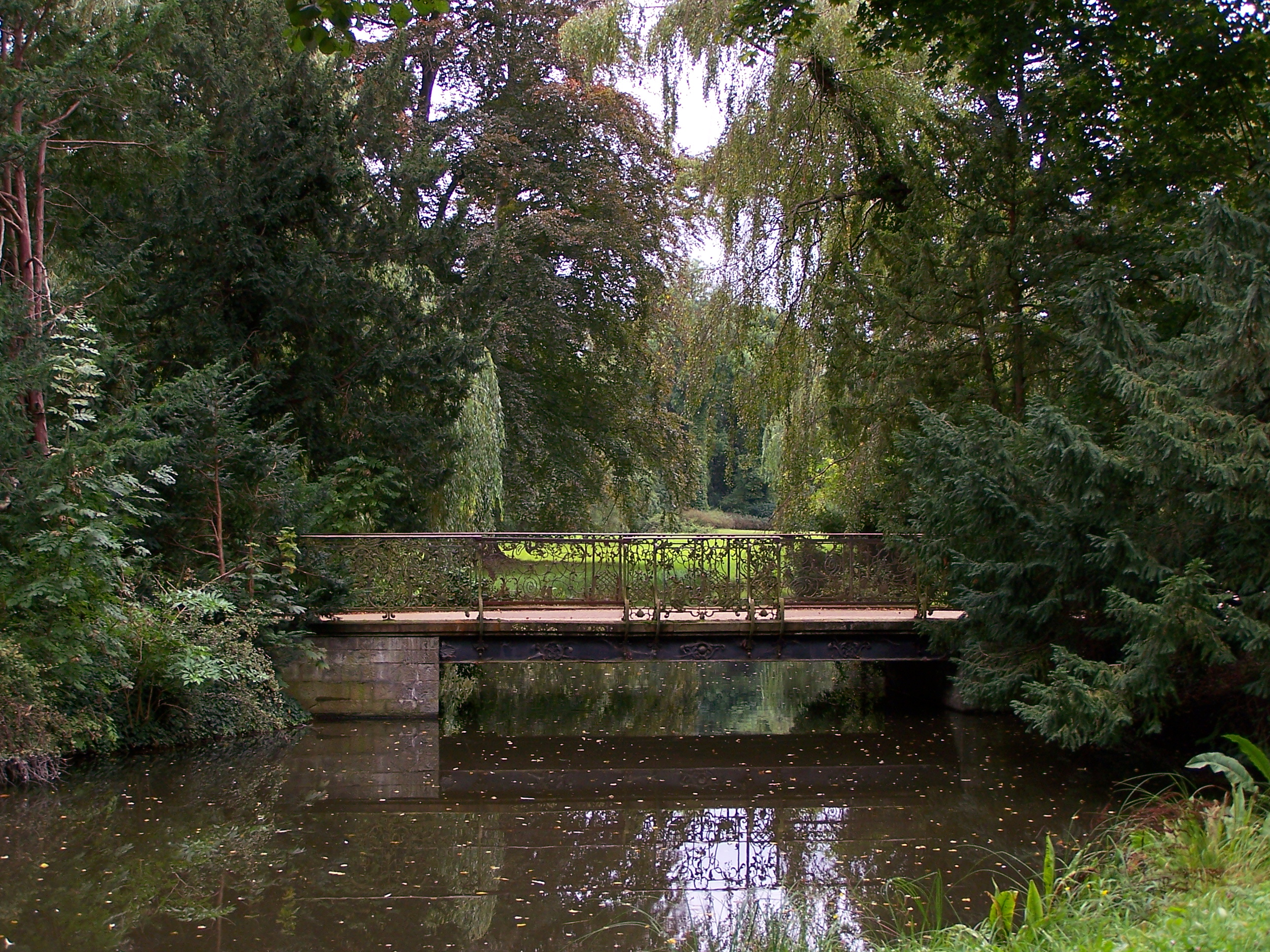
Park Sanssouci

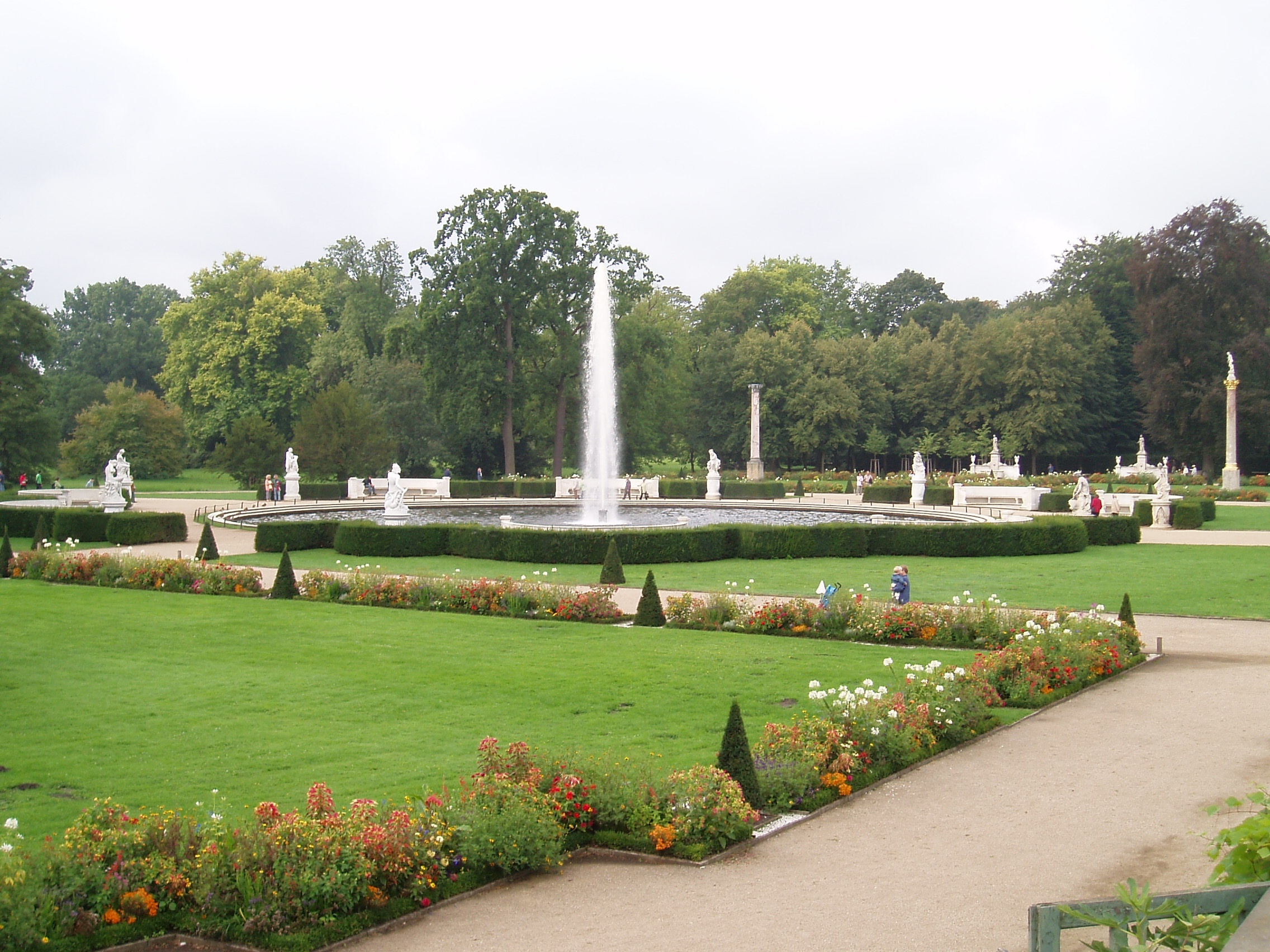
Park Sanssouci - Velká fontána

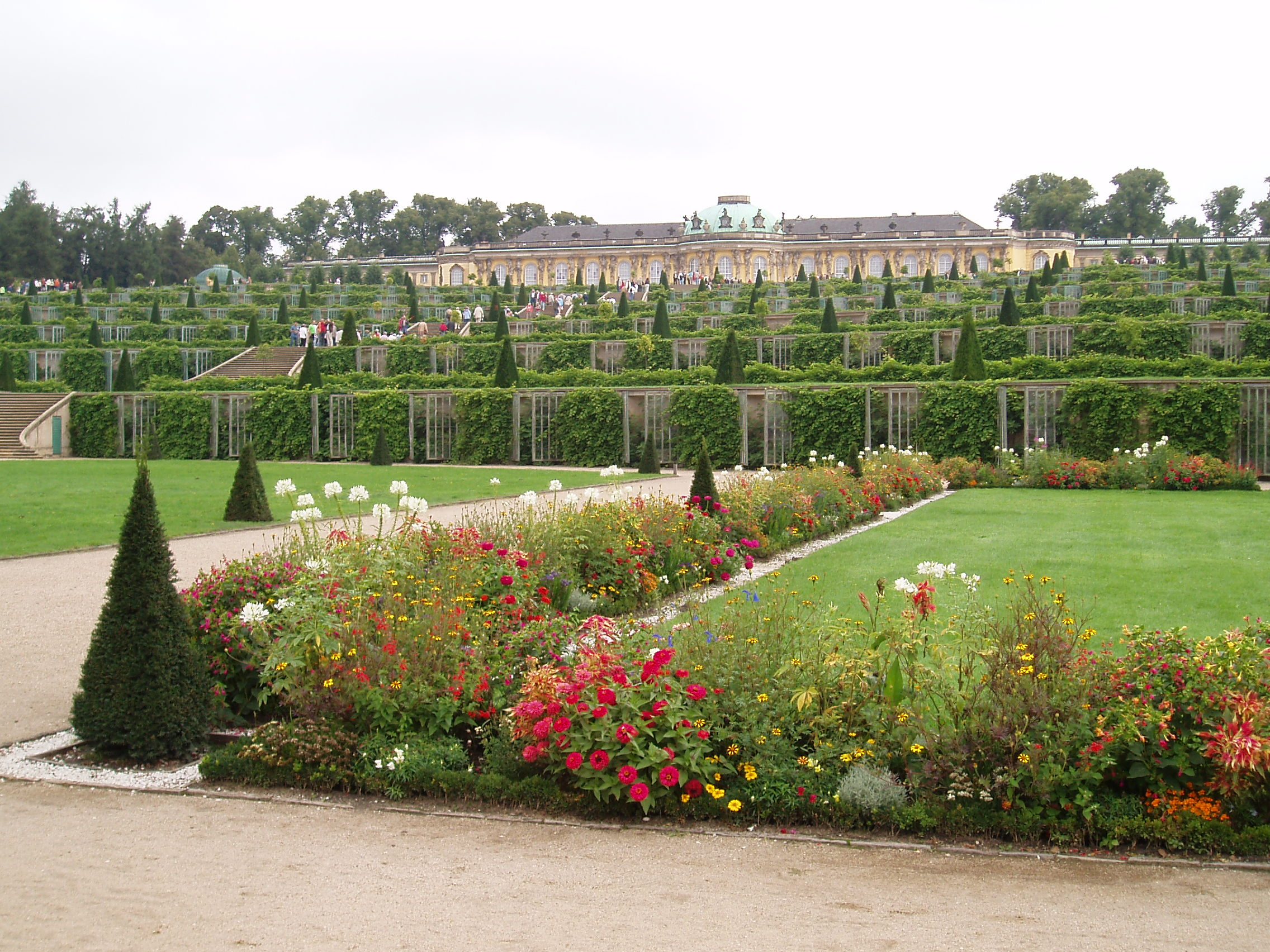
Terasy Weinbergterrassen před zámkem Sanssouci

Park Sanssouci v Postupimi zabírá plochu asi 289 ha. Údržbu a správu parku zajišťuje nadace Stiftung Preußische Schlösser und Gärten Berlin-Brandenburg
Za vlády Fridricha Velikého vznikly v parku následující stavby a objekty:
- Zámek Sanssouci s terasami (Weinbergterrassen) a Velkou fontánou
- Obrazárna Bildergalerie
- Nové komory Neue Kammern
- Neptunova jeskyně Neptungrotte
- Čínský čajový pavilon Chinesisches Haus
- Nový palác Neues Palais
- Chrám přátelství Freundschaftstempel
- Antický chrám Antikentempel
- Obelisk

Fridrich Vilém IV. nechal park Sanssouci doplnit o tyto stavby:
- Římské lázně Römische Bäder
- Kostel Friedenskirche s okolními stavbami

V sousedství parku Sanssouci se nacházejí další stavby, parky a zahrady
- Historický větrný mlýn
- Soubor romantických zřícenin na vrchu Ruinenberg
- Belvedere na Klausbergu
- Dračí dům  Drachenhaus na Klausbergu
- Oranžerie (také Neue Orangerie) – oranžérie na Klausbergu
- Zámek Charlottenhof